# Daniel Petrov
Daniel Petrov (n. 8 septembrie 1971, Varna, Republica Populară Bulgaria) este un boxer ce a reprezentat Bulgaria, medaliat olimpic. A participat la 2 ediții ale Jocurilor Olimpice (1992, 1996) în care a câștigat o medalie de aur și o medalie de argint.